# Square Port-Saïd
Le square Port-Saïd est un jardin algérois faisant le lien entre la basse Casbah et Alger-Centre, ouvert en 1845 ou 1853. Sa superficie totale est de 5 500 m2.
Il a été aménagé en même temps que l'Opéra d'Alger dans un axe qui descend de la Casbah vers la Gare ferroviaire et le Port.
Il est historiquement un lieu où se croisent les marins et les transitaires. Il est aujourd'hui surtout connu pour être le lieu des cambistes du marché noir.

## Histoire

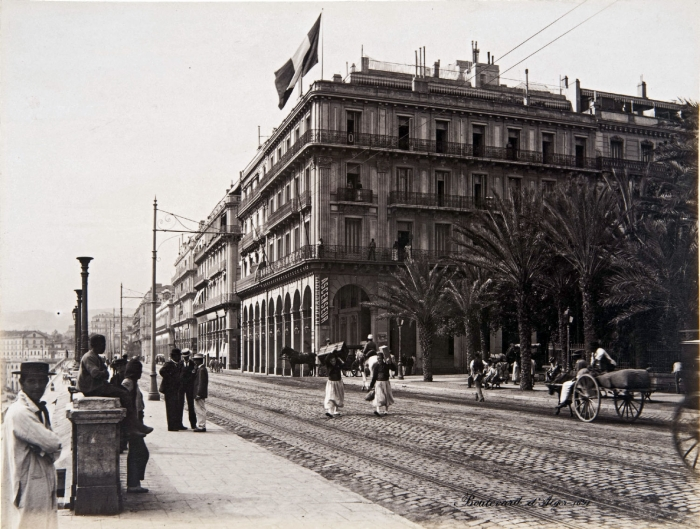
Le square Port-Saïd au XIXe siècle

La place Port-Saïd, d'abord appelée place Napoléon puis de la République et square Bresson, est créée à l'emplacement de l'enceinte ottomane et de la porte Bab-Azoun démolie en 1846.  
Anciennement Square Aristide Briand, il est baptisé Port-Saïd, du nom de la ville égyptienne, lors de la visite du leader égyptien Nasser en 1963. 
En février 2018, le square est fermé pour des travaux de réaménagement. Les travaux ont porté sur la réfection de toute la surface piétonne, qui contourne le kiosque central, les bordures et autres accotements du square et au renouvellement du kiosque à musique ainsi qu'à l'entretien de l'espace vert,. Le 7 janvier 2019, le ministre de la Culture Azzedine Mihoubi et le wali d'Alger Abdelkader Zoukh ont inauguré la réouverture du square.

## Description
Le square Port-Saïd est situé entre les communes d'Alger-Centre et la Casbah et à proximité du Théâtre national Mahieddine Bachtarzi. Le square donne sur le port d'Alger et la Méditerranée.
Le square compte plusieurs arbres et variétés de plantes, dont de nombreuses espèces exotiques telles que palmiers, mûriers, magnolias d'Asie, bambous, lataniers ou ficus.

## Accès
Le site est desservi par la station Ali Boumendjel de la ligne 1 du métro d'Alger ainsi que par les lignes de bus de l'ETUSA : 7, 90, 101 et 113.